# Quần tinh
Quần tinh hay cụm sao, đám sao, là một tập hợp các ngôi sao tồn tại cạnh nhau trong vũ trụ nhờ lực hấp dẫn. Có hai loại quần tinh. Quần tinh cầu là tập hợp sao rất gần nhau, với số lượng vài trăm nghìn ngôi sao cao tuổi. Quần tinh mở thường có vài trăm ngôi sao rất trẻ. Cấu trúc của quần tinh mở thường xuyên bị thay đổi do tác động lực hấp dẫn của các đám mây chất khí khổng lồ, chuyển động xuyên ngang thiên hà. Tuy bị ảnh hưởng nhưng các sao thành phần của quần tinh mở tiếp tục chuyển động theo quỹ đạo riêng của mình, theo cùng một hướng, cho đến khi chúng không còn tác động hấp dẫn lẫn nhau. Khi đó, nhóm sao mở này trở thành stellar association.